# 世昌街道
世昌街道，是中华人民共和国贵州省铜仁市松桃苗族自治县下辖的一个街道办事处。
2015年12月8日，贵州省人民政府批复同意松桃县部分乡镇行政区划调整，新设置的世昌街道辖原世昌乡地域，街道办事处驻道水村。

## 行政区划
世昌街道下辖以下地区：
道水村、火连寨村、岩脚村、偏岩村、狗嘴村、金湾塘村、小坪茶村、上大坪茶村、下大坪茶村、世昌村、沙柳村、木厂村、龙亭村、新寨村、头谷寨村、地哪村、甘溪村、干塘村和石花村。